# Xabiani Ponce De León
Xabiani Ponce De León (Oaxaca de Juárez, 6 novembre 1993) è un attore, ballerino e cantante messicano, conosciuto principalmente per la partecipazione alla serie Bienvenida realidad e per la telenovela Violetta.

## Biografia
Nato nel 1993, studia teatro insieme a Margherita Mandoki, cinema con Oswaldo Zarate e Beto Reyes e televisione al CEFAC.
Tra il 2005 e il 2006 inizia la sua carriera con alcune pubblicità televisive e, nello stesso periodo, con la versione messicana del programma di Disney Channel, Disney Club. L'anno successivo partecipa al reality show Max Steel Misión Adrenalina, una co-produzione Televisa e Mattel. Nel 2010 appare nel cortometraggio Confianza e nell'episodio "Mister Narco" della telenovela La rosa de Guadalupe con il ruolo di Ozel.
L'anno dopo debutta al cinema con Malaventura, di IronAge Pictures e Balero Films, e nello stesso anno viene selezionato per essere Omar Valdés nella serie Bienvenida realidad. Prende parte ad un episodio di Paramédicos, interpretando Daniel; inoltre, si unisce al cast di Cuando toca la campana per registrare la seconda stagione. Il personaggio che gli viene affidato è Paul, un ragazzo sportivo, attraente e vanitoso.
Nel 2013 è protagonista del cortometraggio Paradisio, diretto da Rodrigo Ruiz, dove Xabiani interpreta Michel, un ragazzo aristocratico che vive il dolore per il suicidio di un'amica. Il corto viene presentato in vari festival internazionali. È anche nel cast della telenovela argentina Violetta per la seconda e la terza stagione: interpreta Marco, un ragazzo nuovo che arriva allo Studio On Beat nella seconda stagione e si innamora di Francesca, la migliore amica di Violetta.

## Filmografia

### Cinema
- Confianza - cortometraggio (2010)
- Malaventura, regia  di Ricardo Rincones (2011)
- Réquiem para Inés, regia di Iván Moctezuma (2013)
- Paradisio, regia di Rodrigo Ruiz (2013)
- Violetta l'evento (2013)
- Violetta: en Concierto (2014)
- Violetta – Backstage Pass (2014)
- Esto no es Berlín, regia di Hari Sama (2019)

### Teatro
- Violetta - Il concerto (Violetta en vivo) (2013-2014)

### Televisione
- Disney Club - programma TV (2005-2006)
- Max Steel Misión Adrenalina - programma TV (2007)
- La rosa de Guadalupe - serie TV (2010)
- Bienvenida realidad - serie TV (2011)
- Paramédicos - serie TV (2012)
- Cuando toca la campana - serie TV (2012)
- Violetta - serie TV (2013-2015)
- Control Z  - serie TV (2020-in corso)

## Discografia

### Compilation
- 2013 - Hoy somos más (Walt Disney Records)
- 2013/2014 - Violetta Il Concerto (Walt Disney Records)

## Premi e candidature
- 2012 - Kids' Choice Awards México
  - Nomination - Attore preferito per Cuando toca la campana[7].
- 2013 - Kids' Choice Awards Argentina
  - Nomination - Rivelazione per Violetta[8] [9].